# 狐毛直瓣苣苔
狐毛直瓣苣苔（学名：Ancylostemon vulpinus）为苦苣苔科直瓣苣苔属下的一个种。

## 扩展阅读
- 維基物種上的相關：狐毛直瓣苣苔